# Mark Libourkine
Mark Savielevitch Libourkine (Vitebsk, 31 août 1910 - Moscou, 5 mars 1953) est un compositeur d'études d'échecs russe.

## Une étude de Mark Libourkine
|   | a | b | c | d | e | f | g | h |   |
| 8 | Pion noir sur case noire a7 · Pion noir sur case noire c7 · Pion noir sur case blanche d7 · Pion blanc sur case blanche a6 · Roi blanc sur case noire f6 · Pion blanc sur case noire a5 · Roi noir sur case blanche b5 · Pion noir sur case noire c5 · Pion blanc sur case blanche d5 · Pion blanc sur case noire c3 | Pion noir sur case noire a7 · Pion noir sur case noire c7 · Pion noir sur case blanche d7 · Pion blanc sur case blanche a6 · Roi blanc sur case noire f6 · Pion blanc sur case noire a5 · Roi noir sur case blanche b5 · Pion noir sur case noire c5 · Pion blanc sur case blanche d5 · Pion blanc sur case noire c3 | Pion noir sur case noire a7 · Pion noir sur case noire c7 · Pion noir sur case blanche d7 · Pion blanc sur case blanche a6 · Roi blanc sur case noire f6 · Pion blanc sur case noire a5 · Roi noir sur case blanche b5 · Pion noir sur case noire c5 · Pion blanc sur case blanche d5 · Pion blanc sur case noire c3 | Pion noir sur case noire a7 · Pion noir sur case noire c7 · Pion noir sur case blanche d7 · Pion blanc sur case blanche a6 · Roi blanc sur case noire f6 · Pion blanc sur case noire a5 · Roi noir sur case blanche b5 · Pion noir sur case noire c5 · Pion blanc sur case blanche d5 · Pion blanc sur case noire c3 | Pion noir sur case noire a7 · Pion noir sur case noire c7 · Pion noir sur case blanche d7 · Pion blanc sur case blanche a6 · Roi blanc sur case noire f6 · Pion blanc sur case noire a5 · Roi noir sur case blanche b5 · Pion noir sur case noire c5 · Pion blanc sur case blanche d5 · Pion blanc sur case noire c3 | Pion noir sur case noire a7 · Pion noir sur case noire c7 · Pion noir sur case blanche d7 · Pion blanc sur case blanche a6 · Roi blanc sur case noire f6 · Pion blanc sur case noire a5 · Roi noir sur case blanche b5 · Pion noir sur case noire c5 · Pion blanc sur case blanche d5 · Pion blanc sur case noire c3 | Pion noir sur case noire a7 · Pion noir sur case noire c7 · Pion noir sur case blanche d7 · Pion blanc sur case blanche a6 · Roi blanc sur case noire f6 · Pion blanc sur case noire a5 · Roi noir sur case blanche b5 · Pion noir sur case noire c5 · Pion blanc sur case blanche d5 · Pion blanc sur case noire c3 | Pion noir sur case noire a7 · Pion noir sur case noire c7 · Pion noir sur case blanche d7 · Pion blanc sur case blanche a6 · Roi blanc sur case noire f6 · Pion blanc sur case noire a5 · Roi noir sur case blanche b5 · Pion noir sur case noire c5 · Pion blanc sur case blanche d5 · Pion blanc sur case noire c3 | 8 |
| 7 | Pion noir sur case noire a7 · Pion noir sur case noire c7 · Pion noir sur case blanche d7 · Pion blanc sur case blanche a6 · Roi blanc sur case noire f6 · Pion blanc sur case noire a5 · Roi noir sur case blanche b5 · Pion noir sur case noire c5 · Pion blanc sur case blanche d5 · Pion blanc sur case noire c3 | Pion noir sur case noire a7 · Pion noir sur case noire c7 · Pion noir sur case blanche d7 · Pion blanc sur case blanche a6 · Roi blanc sur case noire f6 · Pion blanc sur case noire a5 · Roi noir sur case blanche b5 · Pion noir sur case noire c5 · Pion blanc sur case blanche d5 · Pion blanc sur case noire c3 | Pion noir sur case noire a7 · Pion noir sur case noire c7 · Pion noir sur case blanche d7 · Pion blanc sur case blanche a6 · Roi blanc sur case noire f6 · Pion blanc sur case noire a5 · Roi noir sur case blanche b5 · Pion noir sur case noire c5 · Pion blanc sur case blanche d5 · Pion blanc sur case noire c3 | Pion noir sur case noire a7 · Pion noir sur case noire c7 · Pion noir sur case blanche d7 · Pion blanc sur case blanche a6 · Roi blanc sur case noire f6 · Pion blanc sur case noire a5 · Roi noir sur case blanche b5 · Pion noir sur case noire c5 · Pion blanc sur case blanche d5 · Pion blanc sur case noire c3 | Pion noir sur case noire a7 · Pion noir sur case noire c7 · Pion noir sur case blanche d7 · Pion blanc sur case blanche a6 · Roi blanc sur case noire f6 · Pion blanc sur case noire a5 · Roi noir sur case blanche b5 · Pion noir sur case noire c5 · Pion blanc sur case blanche d5 · Pion blanc sur case noire c3 | Pion noir sur case noire a7 · Pion noir sur case noire c7 · Pion noir sur case blanche d7 · Pion blanc sur case blanche a6 · Roi blanc sur case noire f6 · Pion blanc sur case noire a5 · Roi noir sur case blanche b5 · Pion noir sur case noire c5 · Pion blanc sur case blanche d5 · Pion blanc sur case noire c3 | Pion noir sur case noire a7 · Pion noir sur case noire c7 · Pion noir sur case blanche d7 · Pion blanc sur case blanche a6 · Roi blanc sur case noire f6 · Pion blanc sur case noire a5 · Roi noir sur case blanche b5 · Pion noir sur case noire c5 · Pion blanc sur case blanche d5 · Pion blanc sur case noire c3 | Pion noir sur case noire a7 · Pion noir sur case noire c7 · Pion noir sur case blanche d7 · Pion blanc sur case blanche a6 · Roi blanc sur case noire f6 · Pion blanc sur case noire a5 · Roi noir sur case blanche b5 · Pion noir sur case noire c5 · Pion blanc sur case blanche d5 · Pion blanc sur case noire c3 | 7 |
| 6 | Pion noir sur case noire a7 · Pion noir sur case noire c7 · Pion noir sur case blanche d7 · Pion blanc sur case blanche a6 · Roi blanc sur case noire f6 · Pion blanc sur case noire a5 · Roi noir sur case blanche b5 · Pion noir sur case noire c5 · Pion blanc sur case blanche d5 · Pion blanc sur case noire c3 | Pion noir sur case noire a7 · Pion noir sur case noire c7 · Pion noir sur case blanche d7 · Pion blanc sur case blanche a6 · Roi blanc sur case noire f6 · Pion blanc sur case noire a5 · Roi noir sur case blanche b5 · Pion noir sur case noire c5 · Pion blanc sur case blanche d5 · Pion blanc sur case noire c3 | Pion noir sur case noire a7 · Pion noir sur case noire c7 · Pion noir sur case blanche d7 · Pion blanc sur case blanche a6 · Roi blanc sur case noire f6 · Pion blanc sur case noire a5 · Roi noir sur case blanche b5 · Pion noir sur case noire c5 · Pion blanc sur case blanche d5 · Pion blanc sur case noire c3 | Pion noir sur case noire a7 · Pion noir sur case noire c7 · Pion noir sur case blanche d7 · Pion blanc sur case blanche a6 · Roi blanc sur case noire f6 · Pion blanc sur case noire a5 · Roi noir sur case blanche b5 · Pion noir sur case noire c5 · Pion blanc sur case blanche d5 · Pion blanc sur case noire c3 | Pion noir sur case noire a7 · Pion noir sur case noire c7 · Pion noir sur case blanche d7 · Pion blanc sur case blanche a6 · Roi blanc sur case noire f6 · Pion blanc sur case noire a5 · Roi noir sur case blanche b5 · Pion noir sur case noire c5 · Pion blanc sur case blanche d5 · Pion blanc sur case noire c3 | Pion noir sur case noire a7 · Pion noir sur case noire c7 · Pion noir sur case blanche d7 · Pion blanc sur case blanche a6 · Roi blanc sur case noire f6 · Pion blanc sur case noire a5 · Roi noir sur case blanche b5 · Pion noir sur case noire c5 · Pion blanc sur case blanche d5 · Pion blanc sur case noire c3 | Pion noir sur case noire a7 · Pion noir sur case noire c7 · Pion noir sur case blanche d7 · Pion blanc sur case blanche a6 · Roi blanc sur case noire f6 · Pion blanc sur case noire a5 · Roi noir sur case blanche b5 · Pion noir sur case noire c5 · Pion blanc sur case blanche d5 · Pion blanc sur case noire c3 | Pion noir sur case noire a7 · Pion noir sur case noire c7 · Pion noir sur case blanche d7 · Pion blanc sur case blanche a6 · Roi blanc sur case noire f6 · Pion blanc sur case noire a5 · Roi noir sur case blanche b5 · Pion noir sur case noire c5 · Pion blanc sur case blanche d5 · Pion blanc sur case noire c3 | 6 |
| 5 | Pion noir sur case noire a7 · Pion noir sur case noire c7 · Pion noir sur case blanche d7 · Pion blanc sur case blanche a6 · Roi blanc sur case noire f6 · Pion blanc sur case noire a5 · Roi noir sur case blanche b5 · Pion noir sur case noire c5 · Pion blanc sur case blanche d5 · Pion blanc sur case noire c3 | Pion noir sur case noire a7 · Pion noir sur case noire c7 · Pion noir sur case blanche d7 · Pion blanc sur case blanche a6 · Roi blanc sur case noire f6 · Pion blanc sur case noire a5 · Roi noir sur case blanche b5 · Pion noir sur case noire c5 · Pion blanc sur case blanche d5 · Pion blanc sur case noire c3 | Pion noir sur case noire a7 · Pion noir sur case noire c7 · Pion noir sur case blanche d7 · Pion blanc sur case blanche a6 · Roi blanc sur case noire f6 · Pion blanc sur case noire a5 · Roi noir sur case blanche b5 · Pion noir sur case noire c5 · Pion blanc sur case blanche d5 · Pion blanc sur case noire c3 | Pion noir sur case noire a7 · Pion noir sur case noire c7 · Pion noir sur case blanche d7 · Pion blanc sur case blanche a6 · Roi blanc sur case noire f6 · Pion blanc sur case noire a5 · Roi noir sur case blanche b5 · Pion noir sur case noire c5 · Pion blanc sur case blanche d5 · Pion blanc sur case noire c3 | Pion noir sur case noire a7 · Pion noir sur case noire c7 · Pion noir sur case blanche d7 · Pion blanc sur case blanche a6 · Roi blanc sur case noire f6 · Pion blanc sur case noire a5 · Roi noir sur case blanche b5 · Pion noir sur case noire c5 · Pion blanc sur case blanche d5 · Pion blanc sur case noire c3 | Pion noir sur case noire a7 · Pion noir sur case noire c7 · Pion noir sur case blanche d7 · Pion blanc sur case blanche a6 · Roi blanc sur case noire f6 · Pion blanc sur case noire a5 · Roi noir sur case blanche b5 · Pion noir sur case noire c5 · Pion blanc sur case blanche d5 · Pion blanc sur case noire c3 | Pion noir sur case noire a7 · Pion noir sur case noire c7 · Pion noir sur case blanche d7 · Pion blanc sur case blanche a6 · Roi blanc sur case noire f6 · Pion blanc sur case noire a5 · Roi noir sur case blanche b5 · Pion noir sur case noire c5 · Pion blanc sur case blanche d5 · Pion blanc sur case noire c3 | Pion noir sur case noire a7 · Pion noir sur case noire c7 · Pion noir sur case blanche d7 · Pion blanc sur case blanche a6 · Roi blanc sur case noire f6 · Pion blanc sur case noire a5 · Roi noir sur case blanche b5 · Pion noir sur case noire c5 · Pion blanc sur case blanche d5 · Pion blanc sur case noire c3 | 5 |
| 4 | Pion noir sur case noire a7 · Pion noir sur case noire c7 · Pion noir sur case blanche d7 · Pion blanc sur case blanche a6 · Roi blanc sur case noire f6 · Pion blanc sur case noire a5 · Roi noir sur case blanche b5 · Pion noir sur case noire c5 · Pion blanc sur case blanche d5 · Pion blanc sur case noire c3 | Pion noir sur case noire a7 · Pion noir sur case noire c7 · Pion noir sur case blanche d7 · Pion blanc sur case blanche a6 · Roi blanc sur case noire f6 · Pion blanc sur case noire a5 · Roi noir sur case blanche b5 · Pion noir sur case noire c5 · Pion blanc sur case blanche d5 · Pion blanc sur case noire c3 | Pion noir sur case noire a7 · Pion noir sur case noire c7 · Pion noir sur case blanche d7 · Pion blanc sur case blanche a6 · Roi blanc sur case noire f6 · Pion blanc sur case noire a5 · Roi noir sur case blanche b5 · Pion noir sur case noire c5 · Pion blanc sur case blanche d5 · Pion blanc sur case noire c3 | Pion noir sur case noire a7 · Pion noir sur case noire c7 · Pion noir sur case blanche d7 · Pion blanc sur case blanche a6 · Roi blanc sur case noire f6 · Pion blanc sur case noire a5 · Roi noir sur case blanche b5 · Pion noir sur case noire c5 · Pion blanc sur case blanche d5 · Pion blanc sur case noire c3 | Pion noir sur case noire a7 · Pion noir sur case noire c7 · Pion noir sur case blanche d7 · Pion blanc sur case blanche a6 · Roi blanc sur case noire f6 · Pion blanc sur case noire a5 · Roi noir sur case blanche b5 · Pion noir sur case noire c5 · Pion blanc sur case blanche d5 · Pion blanc sur case noire c3 | Pion noir sur case noire a7 · Pion noir sur case noire c7 · Pion noir sur case blanche d7 · Pion blanc sur case blanche a6 · Roi blanc sur case noire f6 · Pion blanc sur case noire a5 · Roi noir sur case blanche b5 · Pion noir sur case noire c5 · Pion blanc sur case blanche d5 · Pion blanc sur case noire c3 | Pion noir sur case noire a7 · Pion noir sur case noire c7 · Pion noir sur case blanche d7 · Pion blanc sur case blanche a6 · Roi blanc sur case noire f6 · Pion blanc sur case noire a5 · Roi noir sur case blanche b5 · Pion noir sur case noire c5 · Pion blanc sur case blanche d5 · Pion blanc sur case noire c3 | Pion noir sur case noire a7 · Pion noir sur case noire c7 · Pion noir sur case blanche d7 · Pion blanc sur case blanche a6 · Roi blanc sur case noire f6 · Pion blanc sur case noire a5 · Roi noir sur case blanche b5 · Pion noir sur case noire c5 · Pion blanc sur case blanche d5 · Pion blanc sur case noire c3 | 4 |
| 3 | Pion noir sur case noire a7 · Pion noir sur case noire c7 · Pion noir sur case blanche d7 · Pion blanc sur case blanche a6 · Roi blanc sur case noire f6 · Pion blanc sur case noire a5 · Roi noir sur case blanche b5 · Pion noir sur case noire c5 · Pion blanc sur case blanche d5 · Pion blanc sur case noire c3 | Pion noir sur case noire a7 · Pion noir sur case noire c7 · Pion noir sur case blanche d7 · Pion blanc sur case blanche a6 · Roi blanc sur case noire f6 · Pion blanc sur case noire a5 · Roi noir sur case blanche b5 · Pion noir sur case noire c5 · Pion blanc sur case blanche d5 · Pion blanc sur case noire c3 | Pion noir sur case noire a7 · Pion noir sur case noire c7 · Pion noir sur case blanche d7 · Pion blanc sur case blanche a6 · Roi blanc sur case noire f6 · Pion blanc sur case noire a5 · Roi noir sur case blanche b5 · Pion noir sur case noire c5 · Pion blanc sur case blanche d5 · Pion blanc sur case noire c3 | Pion noir sur case noire a7 · Pion noir sur case noire c7 · Pion noir sur case blanche d7 · Pion blanc sur case blanche a6 · Roi blanc sur case noire f6 · Pion blanc sur case noire a5 · Roi noir sur case blanche b5 · Pion noir sur case noire c5 · Pion blanc sur case blanche d5 · Pion blanc sur case noire c3 | Pion noir sur case noire a7 · Pion noir sur case noire c7 · Pion noir sur case blanche d7 · Pion blanc sur case blanche a6 · Roi blanc sur case noire f6 · Pion blanc sur case noire a5 · Roi noir sur case blanche b5 · Pion noir sur case noire c5 · Pion blanc sur case blanche d5 · Pion blanc sur case noire c3 | Pion noir sur case noire a7 · Pion noir sur case noire c7 · Pion noir sur case blanche d7 · Pion blanc sur case blanche a6 · Roi blanc sur case noire f6 · Pion blanc sur case noire a5 · Roi noir sur case blanche b5 · Pion noir sur case noire c5 · Pion blanc sur case blanche d5 · Pion blanc sur case noire c3 | Pion noir sur case noire a7 · Pion noir sur case noire c7 · Pion noir sur case blanche d7 · Pion blanc sur case blanche a6 · Roi blanc sur case noire f6 · Pion blanc sur case noire a5 · Roi noir sur case blanche b5 · Pion noir sur case noire c5 · Pion blanc sur case blanche d5 · Pion blanc sur case noire c3 | Pion noir sur case noire a7 · Pion noir sur case noire c7 · Pion noir sur case blanche d7 · Pion blanc sur case blanche a6 · Roi blanc sur case noire f6 · Pion blanc sur case noire a5 · Roi noir sur case blanche b5 · Pion noir sur case noire c5 · Pion blanc sur case blanche d5 · Pion blanc sur case noire c3 | 3 |
| 2 | Pion noir sur case noire a7 · Pion noir sur case noire c7 · Pion noir sur case blanche d7 · Pion blanc sur case blanche a6 · Roi blanc sur case noire f6 · Pion blanc sur case noire a5 · Roi noir sur case blanche b5 · Pion noir sur case noire c5 · Pion blanc sur case blanche d5 · Pion blanc sur case noire c3 | Pion noir sur case noire a7 · Pion noir sur case noire c7 · Pion noir sur case blanche d7 · Pion blanc sur case blanche a6 · Roi blanc sur case noire f6 · Pion blanc sur case noire a5 · Roi noir sur case blanche b5 · Pion noir sur case noire c5 · Pion blanc sur case blanche d5 · Pion blanc sur case noire c3 | Pion noir sur case noire a7 · Pion noir sur case noire c7 · Pion noir sur case blanche d7 · Pion blanc sur case blanche a6 · Roi blanc sur case noire f6 · Pion blanc sur case noire a5 · Roi noir sur case blanche b5 · Pion noir sur case noire c5 · Pion blanc sur case blanche d5 · Pion blanc sur case noire c3 | Pion noir sur case noire a7 · Pion noir sur case noire c7 · Pion noir sur case blanche d7 · Pion blanc sur case blanche a6 · Roi blanc sur case noire f6 · Pion blanc sur case noire a5 · Roi noir sur case blanche b5 · Pion noir sur case noire c5 · Pion blanc sur case blanche d5 · Pion blanc sur case noire c3 | Pion noir sur case noire a7 · Pion noir sur case noire c7 · Pion noir sur case blanche d7 · Pion blanc sur case blanche a6 · Roi blanc sur case noire f6 · Pion blanc sur case noire a5 · Roi noir sur case blanche b5 · Pion noir sur case noire c5 · Pion blanc sur case blanche d5 · Pion blanc sur case noire c3 | Pion noir sur case noire a7 · Pion noir sur case noire c7 · Pion noir sur case blanche d7 · Pion blanc sur case blanche a6 · Roi blanc sur case noire f6 · Pion blanc sur case noire a5 · Roi noir sur case blanche b5 · Pion noir sur case noire c5 · Pion blanc sur case blanche d5 · Pion blanc sur case noire c3 | Pion noir sur case noire a7 · Pion noir sur case noire c7 · Pion noir sur case blanche d7 · Pion blanc sur case blanche a6 · Roi blanc sur case noire f6 · Pion blanc sur case noire a5 · Roi noir sur case blanche b5 · Pion noir sur case noire c5 · Pion blanc sur case blanche d5 · Pion blanc sur case noire c3 | Pion noir sur case noire a7 · Pion noir sur case noire c7 · Pion noir sur case blanche d7 · Pion blanc sur case blanche a6 · Roi blanc sur case noire f6 · Pion blanc sur case noire a5 · Roi noir sur case blanche b5 · Pion noir sur case noire c5 · Pion blanc sur case blanche d5 · Pion blanc sur case noire c3 | 2 |
| 1 | Pion noir sur case noire a7 · Pion noir sur case noire c7 · Pion noir sur case blanche d7 · Pion blanc sur case blanche a6 · Roi blanc sur case noire f6 · Pion blanc sur case noire a5 · Roi noir sur case blanche b5 · Pion noir sur case noire c5 · Pion blanc sur case blanche d5 · Pion blanc sur case noire c3 | Pion noir sur case noire a7 · Pion noir sur case noire c7 · Pion noir sur case blanche d7 · Pion blanc sur case blanche a6 · Roi blanc sur case noire f6 · Pion blanc sur case noire a5 · Roi noir sur case blanche b5 · Pion noir sur case noire c5 · Pion blanc sur case blanche d5 · Pion blanc sur case noire c3 | Pion noir sur case noire a7 · Pion noir sur case noire c7 · Pion noir sur case blanche d7 · Pion blanc sur case blanche a6 · Roi blanc sur case noire f6 · Pion blanc sur case noire a5 · Roi noir sur case blanche b5 · Pion noir sur case noire c5 · Pion blanc sur case blanche d5 · Pion blanc sur case noire c3 | Pion noir sur case noire a7 · Pion noir sur case noire c7 · Pion noir sur case blanche d7 · Pion blanc sur case blanche a6 · Roi blanc sur case noire f6 · Pion blanc sur case noire a5 · Roi noir sur case blanche b5 · Pion noir sur case noire c5 · Pion blanc sur case blanche d5 · Pion blanc sur case noire c3 | Pion noir sur case noire a7 · Pion noir sur case noire c7 · Pion noir sur case blanche d7 · Pion blanc sur case blanche a6 · Roi blanc sur case noire f6 · Pion blanc sur case noire a5 · Roi noir sur case blanche b5 · Pion noir sur case noire c5 · Pion blanc sur case blanche d5 · Pion blanc sur case noire c3 | Pion noir sur case noire a7 · Pion noir sur case noire c7 · Pion noir sur case blanche d7 · Pion blanc sur case blanche a6 · Roi blanc sur case noire f6 · Pion blanc sur case noire a5 · Roi noir sur case blanche b5 · Pion noir sur case noire c5 · Pion blanc sur case blanche d5 · Pion blanc sur case noire c3 | Pion noir sur case noire a7 · Pion noir sur case noire c7 · Pion noir sur case blanche d7 · Pion blanc sur case blanche a6 · Roi blanc sur case noire f6 · Pion blanc sur case noire a5 · Roi noir sur case blanche b5 · Pion noir sur case noire c5 · Pion blanc sur case blanche d5 · Pion blanc sur case noire c3 | Pion noir sur case noire a7 · Pion noir sur case noire c7 · Pion noir sur case blanche d7 · Pion blanc sur case blanche a6 · Roi blanc sur case noire f6 · Pion blanc sur case noire a5 · Roi noir sur case blanche b5 · Pion noir sur case noire c5 · Pion blanc sur case blanche d5 · Pion blanc sur case noire c3 | 1 |
|   | a | b | c | d | e | f | g | h |   |

- Solution :

1. Re7   c4!  

2. Rd8!  Rc5 
3. Rc8!!  c6 
4. d6!  Rxd6 
5. Rb8!  c5 
6. Rb7!   R joue 
7. Rxa7 gagne

## Source
- Alain Pallier, « Mark Savielevitch Libourkine », Europe Échecs, mai 1993, n° 412, p. 63